# Ушкуйник
Ушкуйниците (на руски: Ушкуйники) са новгородски пирати, активни най-вече през XIV век. Името им идва от ушкуй, вид плоскодънен кораб, който лесно може да се прехвърли по суша между реките.
Макар че новгородците вземат участие в походите към Цариград през X век и към Финландия през XII век, ушкуйниците се появяват като организирана сила през 1320-те години. Формированията им понякога достигат няколко хиляди души. Покровителстват ги влиятелни болярски родове, които ги използват, за да демонстрират военната мощ на Новгород, както и в подкрепа на търговските си интереси в Поволжието.
При известния поход от 1360 г. ушкуйниците потеглят от Новгород и прехвърлят корабите си по суша в басейна на Волга. Под командването на болярина Анфал Никитин завземат Жукотин, търговски център във Волжка България. Владетелят на Златната орда нарежда на великия княз Дмитрий Суздалски да залови ушкуйниците и да ги изпрати на съд в Ордата, но наказателната експедиция на княза се проваля.
През 1363 г. ушукуйниците провеждат първия руски поход по течението на река Об. През 1366 г., без одобрението на новгородските си покровители, отиват в Нижни Новгород и за да отмъстят на Дмитрий Суздалски за враждебните му действия, избиват арменските и татарските търговци в града. Това довежда до дипломатическа криза, при която Дмитрий иска официални извинения от Новгород.
През 1371 г. ушукуйниците ограбват Ярославъл, Кострома и други градове по горното Поволжие. През 1374 г. отплават с 90 кораба и опустошават Вятската земя. Следващата година разгромяват местната милиция в Кострома и изгарят града до основи. След това отново нападат Нижни Новгород и отплават надолу по Волга до Астрахан, където са разпръснати от монголската армия.
Към 1391 г. ушкуйниците се възстановяват от поражението и подновяват широкомащабните си действия. Същата година разграбват Жукотин и Казан. Със засилването на Московското княжество през следващите десетилетия, Новгород е принуден да преустанови пиратската си дейност.
|  | Тази страница частично или изцяло представлява превод на страницата Ushkuiniks в Уикипедия на английски. Оригиналният текст, както и този превод, са защитени от Лиценза „Криейтив Комънс – Признание – Споделяне на споделеното“, а за съдържание, създадено преди юни 2009 година – от Лиценза за свободна документация на ГНУ. Прегледайте историята на редакциите на оригиналната страница, както и на преводната страница, за да видите списъка на съавторите. ВАЖНО: Този шаблон се отнася единствено до авторските права върху съдържанието на статията. Добавянето му не отменя изискването да се посочват конкретни източници на твърденията, които да бъдат благонадеждни. |